# クーイング
クーイング（英: Cooing）とは、生後2～3か月頃から聞かれる乳児の発声のことを言う。
「あっあっ」「えっえっ」「あうー」「おぉー」など、舌や唇を使わない母音を発する。
声帯や肺を使い音を出すという点で、クーイングは言語を用いるコミュニケーションの第一歩と捉えることができる。その後、多音節からなる音を発するようになる。

## 由来
クーイング（英: Cooing)は英語で鳩の鳴き声をあらわす「Coo」という語に由来するとされる。